# Valley Falls (New York)
Valley Falls ist ein Village im Rensselaer County, New York in den USA. Im Jahr 2010 hatte Valley Falls 466 Einwohner. Das Village liegt auf beiden Ufern des Hoosic River und damit einerseits in der Town of Pittstown und andererseits zu einem kleineren Teil nördlich des Flusses in der Town of Schaghticoke.

## Geschichte
1871 erbaute der Industrielle James Thompson in Valley Falls eine Textilmühle. Fast alle Bewohner der Ortschaft arbeiteten in dem Betrieb, der in den 1970er Jahren seinen wirtschaftlichen Höhepunkt erreichte und dann Jahrzehnte des Niedergangs erlebte. Als die Anlage in den Morgenstunden des 22. April 2009 in Flammen aufging, war sie bereits seit mindestens zehn Jahren stillgelegt.
Um 1863 gab es in Valley Falls außerdem einen Schmied, einen Hufschmied, eine Gießerei, einen Wagenmacher, einen Küfer, einen Weinbaubetrieb, drei Läden und zwei Hotels. Zu jener Zeit führte nur die Bahnstrecke Greenfield–Troy der Troy and Boston Railroad von Troy kommend und nach Johnsonville führend durch den südlichen Bereich der Ortschaft. Später wurde eine zweite Bahnstrecke gebaut. Diese Bahnstrecke North Pownal–Rotterdam Junction, die durch Schaghticoke verlief, folgte dem Hoosic River und führte ebenfalls nach Johnsonville. Zu Beginn der 1970er Jahre wurde die südlichere Bahnstrecke aufgegeben und weitgehend abgebaut; die am Flussufer verlaufende Bahnstrecke ist noch in Betrieb, doch seit der Schließung der Textilfabrik halten die Züge in Valley Falls nicht mehr.

## Geographie
Nach den Angaben des United States Census Bureaus hat das Village eine Gesamtfläche von 1,2 km², wovon 1,1 km² auf Land und 0,1 km² (= 4,35 %) auf Gewässer entfallen.

## Demographie
Zum Zeitpunkt des United States Census 2000 bewohnten Valley Falls 491 Personen. Die Bevölkerungsdichte betrug 430,9 Personen pro km². Es gab 191 Wohneinheiten, durchschnittlich 167,6 pro km². Die Bevölkerung Valley Fallss bestand zu 97,35 % aus Weißen, 0 % Schwarzen oder African American, 1,43 % Native American, 0,81 % Asian, 0 % Pacific Islander, 0 % gaben an, anderen Rassen anzugehören und 0,41 % nannten zwei oder mehr Rassen. 0,61 % der Bevölkerung erklärten, Hispanos oder Latinos jeglicher Rasse zu sein.
Die Bewohner Valley Falls’ verteilten sich auf 179 Haushalte, von denen in 42,5 % Kinder unter 18 Jahren lebten. 55,9 % der Haushalte stellten Verheiratete, 15,6 % hatten einen weiblichen Haushaltsvorstand ohne Ehemann und 25,7 % bildeten keine Familien. 19,6 % der Haushalte bestanden aus Einzelpersonen und in 9,5 % aller Haushalte lebte jemand im Alter von 65 Jahren oder mehr alleine. Die durchschnittliche Haushaltsgröße betrug 2,74 und die durchschnittliche Familiengröße 3,20 Personen.
Die Bevölkerung verteilte sich auf 30,8 % Minderjährige, 5,7 % 18–24-Jährige, 32,8 % 25–44-Jährige, 20,0 % 45–64-Jährige und 10,8 % im Alter von 65 Jahren oder mehr. Der Median des Alters betrug 35 Jahre. Auf jeweils 100 Frauen entfielen 91,1 Männer. Bei den über 18-Jährigen entfielen auf 100 Frauen 92,1 Männer.
Das mittlere Haushaltseinkommen in Valley Falls betrug 56.250 US-Dollar und das mittlere Familieneinkommen erreichte die Höhe von 59.583 US-Dollar. Das Durchschnittseinkommen der Männer betrug 34.808 US-Dollar, gegenüber 28.750 US-Dollar bei den Frauen. Das Pro-Kopf-Einkommen belief sich auf 20.989 US-Dollar. 4,4 % der Bevölkerung und 7,2 % der Familien hatten ein Einkommen unterhalb der Armutsgrenze, davon waren 7,4 % der Minderjährigen und 0,0 % der Altersgruppe 65 Jahre und mehr betroffen.

## Belege
1. ↑  "Landmarks of Rensselaer County" "History of Pittstown" chapter, veröffentlicht 1897
2. ↑  "Maps of Rensselaer County" veröffentlicht 1863, S. 25